# L'Agnese va a morire
L'Agnese va a morire es una película italiana dirigida en 1976 por Giuliano Montaldo.
Basada en una novela de Renata Viganò publicada en 1949, esta es una apreciable cinta en la que la protagonista, después de la muerte del marido deportado, decide colaborar con los partisanos durante la Segunda Guerra Mundial.

## Sinopsis
Agnese, lavandera de Valles de Comacchio en la Baja Emilia, vive tranquila junto a su marido Paolo, que a pesar de estar casi paralizado, todavía es un activo y clandestino marxista. Cuando los soldados alemanes se llevan al marido, este muere en un bombardeo cuando lo trasladan a Alemania.
Agnese decide alistarse como partisana y después de haber matado a un alemán, se reúne con un grupo de partisanos y se vuelve muy popular. Aunque es analfabeta, Agnese muestra ser razonable y con un gran sentido común. Gracias a sus cualidades y su valor se le confían tareas importantes. Entre otras cosas le son enviadas mujeres para su formación y adiestramiento. 
En el último invierno, un grupo de partisanos es traicionado y exterminado por los alemanes. Agnese desobedece al jefe escondiendo en la casa a los supervivientes. Mientras se encamina hacia una misión tropieza con un bloqueo. Un oficial, compañero de los ejecutados por la partisana, la reconoce y la mata allí mismo.